# دبيق
الدبيق أو ضلع البقرة أو الحَلَبْلاب أو الحَلوان (باللاتينية: Bupleurum) جنس نباتي ينتمي إلى الفصيلة الخيمية. يضم هذا الجنس 208 أنواع مقبولة وثلاثة وتسعين نوعا لم يحسم وضعها بعد. كثير منها واطنة في الوطن العربي، وتنتشر أنواعه عموما في حوض البحر الأبيض المتوسط وأوروبا والقوقاز.

## من أنواعهالواطنةفي الوطن العربي
1. الدبيق الأبيض (باللاتينية: Bupleurum album) في المغرب العربي
2. الدبيق الأطلسي (باللاتينية: Bupleurum lancifolium) في المغرب العربي
3. دبيق الأطلس المتوسط (باللاتينية: Bupleurum mesatlanticum) في المغرب العربي
4. الدبيق الأنطاكي (باللاتينية: Bupleurum antiochium) في بلاد الشام
5. الدبيق الأنطوني (باللاتينية: Bupleurum album) في المغرب العربي
6. الدبيق الأوليغاكتيسي (باللاتينية: Bupleurum oligactis) في المغرب العربي وبلاد الشام
7. الدبيق البالانسي (باللاتينية: Bupleurum balansae) في المغرب العربي
8. دبيق بواسييه (باللاتينية: Bupleurum boissieri) في بلاد الشام وتركيا والقوقاز
9. الدبيق البوستي (باللاتينية: Bupleurum postii) في بلاد الشام
10. دبيق بونوا (باللاتينية: Bupleurum benoistii) في المغرب العربي
11. الدبيق بيضي القاعدة (باللاتينية: Bupleurum subovatum) في بلاد الشام ومصر والمغرب العربي وجنوب أوروبا
12. الدبيق ثنائي التفرع (باللاتينية: Bupleurum dichotomum) في بلاد الشام وتركيا
13. دبيق جبل طارق (باللاتينية: Bupleurum gibraltarium) في المغرب العربي وإسبانيا والبرتغال
14. الدبيق الجبلي (باللاتينية: Bupleurum montanum) في المغرب العربي
15. الدبيق الجيراردي (باللاتينية: Bupleurum gerardi) في بلاد الشام والمغرب العربي ومعظم مناطق حوض المتوسط
16. الدبيق الحلبي (باللاتينية: Bupleurum aleppicum) في بلاد الشام وتركيا
17. الدبيق الخشن (باللاتينية: Bupleurum rigidum) في المغرب العربي وغرب المتوسط
18. الدبيق دائري الأوراق (باللاتينية: Bupleurum lancifolium) في المغرب العربي ومعظم مناطق أوروبا والقوقاز
19. الدبيق الربلي (باللاتينية: Bupleurum plantagineum) في المغرب العربي
20. الدبيق الرمادي (باللاتينية: Bupleurum canescens) في المغرب العربي
21. الدبيق الزعفراني (باللاتينية: Bupleurum croceum) في بلاد الشام وتركيا
22. الدبيق الشائك (باللاتينية: Bupleurum dumosum) في المغرب العربي
23. الدبيق شائك القاعدة (باللاتينية: Bupleurum subspinosum) في المغرب العربي
24. الدبيق شبه المركب (باللاتينية: Bupleurum semicompositum) في بلاد الشام ومصر والمغرب العربي ومعظم مناطق حوض المتوسط والقوقاز
25. الدبيق الشجيري (باللاتينية: Bupleurum fruticosum) في بلاد الشام والمغرب العربي وغرب المتوسط
26. الدبيق طرفي الأزهار (باللاتينية: Bupleurum lateriflorum) في المغرب العربي
27. الدبيق عاري الأزهار (باللاتينية: Bupleurum nodiflorum) في بلاد الشام ومصر والمغرب العربي وقبرص وتركيا
28. الدبيق غير المنتظم (باللاتينية: Bupleurum irregulare) في بلاد الشام
29. الدبيق الفراشي (باللاتينية: Bupleurum papillosum) في بلاد الشام وتركيا
30. الدبيق الفوريلي (باللاتينية: Bupleurum faurelii) في المغرب العربي
31. الدبيق القصير (باللاتينية: Bupleurum brachiatum) في بلاد الشام وتركيا وشمال القوقاز
32. الدبيق قصير الساق (باللاتينية: Bupleurum brevicaule) في بلاد الشام وتركيا
33. الدبيق الكبادوكي (باللاتينية: Bupleurum cappadocicum) في بلاد الشام وتركيا
34. الدبيق الكردي (باللاتينية: Bupleurum kurdicum) في بلاد الشام وتركيا
35. الدبيق اللبناني (باللاتينية: Bupleurum libanoticum) في بلاد الشام وتركيا
36. الدبيق المسنن (باللاتينية: Bupleurum odontites) في بلاد الشام والمغرب العربي ومعظم مناطق حوض المتوسط
37. الدبيق المشرقي (باللاتينية: Bupleurum orientale) في بلاد الشام وقبرص وتركيا
38. الدبيق مغزلي الأوراق (باللاتينية: Bupleurum lancifolium) في بلاد الشام ومصر والمغرب العربي وكل مناطق حوض المتوسط
39. الدبيق المنجلي (باللاتينية: Bupleurum falcatum) في سيناء وتركيا والقوقاز ومعظم مناطق أوروبا
40. الدبيق النحيل (باللاتينية: Bupleurum tenuissimum) في بلاد الشام والمغرب العربي والقوقاز ومعظم مناطق أوروبا
41. الدبيق نسيجي الجراب (باللاتينية: Bupleurum trichopodum) في بلاد الشام والمغرب العربي وبعض مناطق حوض المتوسط
42. الدبيق الورقي (باللاتينية: Bupleurum foliosum) في المغرب العربي وإسبانيا